# Jan Adrianus Herklots
Jan Adrianus Herklots (* 17. August 1820 in Middelburg, Zeeland; † 31. März 1872 in Zoeterwoude), latinisiert auch Janus Adrianus Herklots, war ein niederländischer Zoologe. Seine Forschungsschwerpunkte waren die Krustentiere und Stachelhäuter.

## Leben und Wirken
Herklots studierte zunächst Medizin und anschließend Naturwissenschaften an der Universität Leiden. 
1846 wurde er Kurator für Wirbellose am Rijksmuseum van Natuurlijke Historie in Leiden, eine Position, die er bis zu seinem Tod im Jahr 1872 bekleidete. Sein Nachfolger wurde Christiaan Karel Hoffmann. 
Im Juni 1851 graduierte er mit einer Inaugural-Dissertation mit dem Titel Additamenta ad faunam carcinologicam Africa occidentalis über die Krustentiere von der Guinea-Küste zum Doktor der Philosophie. 1861 veröffentlichte Herklots einen Museumskatalog über die Krustentiere aus dem System von Wilhem de Haan. Aber auch über Hohltiere, insbesondere Seefedern (Pennatulacea) und Stachelhäuter (moderne und fossile Taxa), schrieb er wichtige Arbeiten. 
1854 erhielt das Museum eine eigene Insektenabteilung, die unter der Verwaltung von Herklots stand und vom Entomologen Samuel Constant Snellen van Vollenhoven  (1816–1880) als Kurator betreut wurde. Im Juli 1860 wurde die Abteilung für Wirbellose reorganisiert und van Vollenhoven wurde Leiter der entomologischen Abteilung. 
Herklots lieferte wichtige Beiträge über Wirbellose Tiere. Sein Werk war jedoch nicht so bedeutend, wie das von Wilhelm de Haan. Trotzdem waren Herklots Verdienste nicht gering und sein Werk wird hochgeschätzt. Im Gegensatz zu de Haan war Herklots sehr an der niederländischen Wirbellosenfauna interessiert. Nach heute hat das Naturkundemuseum in Leiden mehrere Artikel über Wirbellose, die Herklots am Strand von Noordwijk gesammelt hatte. Herklots war mit Antoinetta Johanna Agatha Susanna, der Tochter des ehemaligen Museumsleiters Joannes Andreas Susanna (1795–1859), verheiratet.
Herklots war Mitglied der Königlich Niederländischen Akademie der Wissenschaften, der Holländischen Gesellschaft der Wissenschaften in Haarlem, und mehrerer anderer gelehrten Gesellschaften.

## Werke (Auswahl)
- Bouwstoffen voor eene fauna van Nederland, onder medewerking van onderscheidene geleerden en beoefenaars der dierkunde (1853–66)
- Fossiles de Java. ... 4. Echinodermes, 1854
- Notices pour servir à l'étude des polypiers nageurs ou Pennatulides, 1857
- De dieren van Nederland. Weekdieren, 1859
- Symbolae carcinologicae : études sur la classe des crustacés, 1861
- Natuurlijke historie van Nederland. De weekdieren en lagere dieren, 1870